# トマス・テリス
トマス・テリス（Tomás Telis, 1991年6月18日 - ）は、ベネズエラのアンソアテギ州エル・ティグレ出身のプロ野球選手（捕手、一塁手）。右投両打。リーガ・メヒカーナ・デ・ベイスボル（メキシカンリーグ）のティフアナ・ブルズ所属。

## 経歴

### プロ入りとレンジャーズ時代
2007年7月2日にアマチュア・フリーエージェントでテキサス・レンジャーズと契約してプロ入り。
2008年、傘下のルーキー級ドミニカン・サマーリーグ・レンジャーズ1でプロデビュー。62試合に出場して打率.299、1本塁打、36打点、10盗塁を記録した。
2009年はまずルーキー級アリゾナリーグ・レンジャーズでプレーし、46試合に出場して打率.322、2本塁打、28打点、8盗塁を記録した。8月にA-級スポケーン・インディアンスへ昇格し、7試合に出場して打率.400、2本塁打、2打点を記録した。
2010年はルーキー級アリゾナリーグ・レンジャーズでプレーし、37試合に出場して打率.326、2本塁打、35打点、4盗塁を記録した。
2011年はA級ヒッコリー・クロウダッズでプレーし、115試合に出場して打率.297、11本塁打、69打点、12盗塁を記録した。
2012年はA+級マートルビーチ・ペリカンズでプレーし、117試合に出場して打率.247、4本塁打、43打点、9盗塁を記録した。
2013年はAA級フリスコ・ラフライダーズでプレーし、91試合に出場して打率.264、4本塁打、43打点、8盗塁を記録した。6月にはテキサスリーグのオールスターゲームに選出された。
2014年はAA級フリスコで開幕を迎え、70試合に出場。打率.303、2本塁打、33打点、7盗塁と活躍し、2年連続でテキサスリーグのオールスターゲームに選出された。7月にAAA級ラウンドロック・エクスプレスへ昇格。AAA級ラウンドロックでも36試合の出場で打率.345、3本塁打、17打点、1盗塁と好調を維持し、8月25日にレンジャーズとメジャー契約を結んでアクティブ・ロースター入りした。同日のシアトル・マリナーズ戦でメジャーデビュー。「8番・捕手」として先発起用され、4打数1安打1三振だった。昇格前にジオバニー・ソト、クリス・ジメネスの両捕手が移籍したこともあり、ロビンソン・チリノスに次ぐ2番手捕手として起用され、この年メジャーでは18試合に出場して打率.250、8打点を記録した。

### マーリンズ時代
2015年7月31日にサム・ダイソンとのトレードで、コディ・イギーと共にマイアミ・マーリンズへ移籍した。マーリンズでは17試合に出場したが、打率.148に終わった。守備面では7試合で無失策、DRS + 1という内容だった。レンジャーズとの合算では、23試合の出場で打率.158、2打点だった。
2016年は10試合の出場ながら打率.308、メジャー初本塁打を記録するなど、打撃面で一定の数字を記録した。捕手としての守備は3試合だけで、無失策でDRS - 1だった。マイナーではAAA級ニューオーリンズ・ゼファーズに所属し、91試合に出場。打率.310、6本塁打、45打点、4盗塁と巧打者ぶりを発揮した。守備面では、捕手としてのほか25試合で一塁手も守った。
2017年は48試合に出場して打率.240、9打点を記録した。
2018年4月28日にDFAとなり、マイナー契約でAAA級ニューオーリンズ・ベビーケークスへ配属された。オフの11月2日にFAとなった。

### ツインズ傘下時代
2019年1月10日にミネソタ・ツインズとマイナー契約を結び、スプリングトレーニングに招待選手として参加することになった。シーズンでは傘下のAAA級ロチェスター・レッドウイングスでプレーし、82試合に出場して打率.330、8本塁打、46打点を記録した。オフにFAとなったが、11月6日にマイナー契約で再契約した。
2020年は新型コロナウイルスの影響でマイナーリーグの試合が開催されず、メジャーへの昇格もなかったため、公式戦の出場は無かった。
2021年4月21日にメジャー契約を結んでアクティブ・ロースター入りした。だが出場機会は無く、4月23日にマイナー契約となってAAA級セントポール・セインツに配属された。セントポールでは101試合に出場し、打率.296、12本塁打、50打点を記録した。シーズン終了後にFAとなった。

### ドジャース傘下時代
2021年12月24日にロサンゼルス・ドジャースとマイナー契約を結んだ。
2022年はAAA級オクラホマシティ・ドジャースで80試合に出場し、打率.287、2本塁打、36打点を記録した。シーズン終了後にFAとなった。

### メキシカンリーグ時代
2023年3月8日にリーガ・メヒカーナ・デ・ベイスボル（メキシカンリーグ）のドスラレドス・オウルズと契約を結んだ。ここでは65試合に出場して、打率.332、2本塁打、33打点を記録した。
2023年12月27日に同リーグのオアハカ・ウォーリアーズにレンタル移籍した。2024年はオアハカでは14試合に出場し、打率.227、0本塁打、5打点という成績に終わり、5月10日に自由契約となった。5月14日に同リーグのアグアスカリエンテス・レイルロードメンと契約を結んだ。アグアスカリエンテスでは48試合に出場し、打率.338、1本塁打、23打点を記録した。
2024年10月1日に同リーグのティフアナ・ブルズにトレードで移籍した。

## 詳細情報

### 年度別打撃成績
| 年 度    | 球 団    | 試 合 | 打 席 | 打 数 | 得 点 | 安 打 | 二 塁 打 | 三 塁 打 | 本 塁 打 | 塁 打 | 打 点 | 盗 塁 | 盗 塁 死 | 犠 打 | 犠 飛 | 四 球 | 敬 遠 | 死 球 | 三 振 | 併 殺 打 | 打 率 | 出 塁 率 | 長 打 率 | O P S |
| -------- | -------- | ----- | ----- | ----- | ----- | ----- | -------- | -------- | -------- | ----- | ----- | ----- | -------- | ----- | ----- | ----- | ----- | ----- | ----- | -------- | ----- | -------- | -------- | ----- |
| 2014     | TEX      | 18    | 71    | 68    | 7     | 17    | 2        | 0        | 0        | 19    | 8     | 0     | 0        | 1     | 0     | 1     | 0     | 1     | 10    | 2        | .250  | .271     | .279     | .551  |
| 2015     | TEX      | 6     | 12    | 11    | 1     | 2     | 0        | 0        | 0        | 2     | 2     | 0     | 0        | 0     | 0     | 0     | 0     | 1     | 1     | 0        | .182  | .250     | .182     | .432  |
| 2015     | MIA      | 17    | 29    | 27    | 1     | 4     | 0        | 0        | 0        | 4     | 0     | 0     | 0        | 0     | 0     | 1     | 1     | 1     | 3     | 2        | .148  | .207     | .148     | .355  |
| '15計    | MIA      | 23    | 41    | 38    | 2     | 6     | 0        | 0        | 0        | 6     | 2     | 0     | 0        | 0     | 0     | 1     | 1     | 2     | 4     | 2        | .158  | .220     | .158     | .377  |
| 2016     | MIA      | 10    | 13    | 13    | 1     | 4     | 0        | 0        | 1        | 7     | 4     | 0     | 0        | 0     | 0     | 0     | 0     | 0     | 2     | 0        | .308  | .308     | .538     | .846  |
| 2017     | MIA      | 48    | 111   | 104   | 13    | 25    | 5        | 3        | 0        | 36    | 9     | 0     | 0        | 0     | 1     | 3     | 0     | 3     | 10    | 1        | .240  | .279     | .346     | .625  |
| 2018     | MIA      | 23    | 31    | 29    | 2     | 6     | 1        | 0        | 0        | 7     | 1     | 0     | 0        | 0     | 0     | 2     | 0     | 0     | 8     | 1        | .207  | .258     | .241     | .499  |
| MLB：5年 | MLB：5年 | 122   | 267   | 252   | 25    | 58    | 8        | 3        | 1        | 75    | 24    | 0     | 0        | 1     | 1     | 7     | 1     | 6     | 34    | 6        | .230  | .267     | .298     | .564  |

- 2020年度シーズン終了時

### 背番号
- 6（2014年 - 2015年途中）
- 11（2015年途中 - 同年終了）
- 18（2016年 - 2018年）